# Vysoký arabský výbor

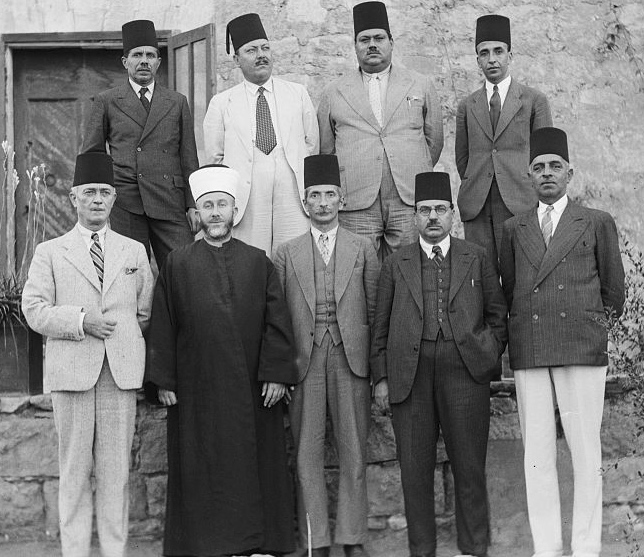
Členové Vysokého arabského výboru (1936)

Vysoký arabský výbor (arabsky اللجنة العربية العليا‎, al-Lajnah al-ʻArabīyah al-ʻUlyā), někdy též Vysoká arabská komise, byl ústřední politický orgán palestinských Arabů v britské Mandátní Palestině. Byl založen 25. dubna 1936 z iniciativy Amína al-Husajního, Velkého muftího Jeruzaléma. Vysoký arabský výbor zahrnul významné klany palestinských Arabů a jejich politické strany pod předsednictvím Amína al-Husajního. Britská správa v září 1937, během arabského povstání, výbor zakázala.
Vysoký arabský výbor byl znovu zřízen Ligou arabských států v roce 1945. Nicméně po prohře v první arabsko-izraelské válce ztratil jakýkoliv vliv. Jeho pozici v nové palestinské poválečné realitě zastala Všepalestinská vláda, kterou zřídil Egypt a potvrdila Liga arabských států. Proti ní ovšem vystupovalo Zajordánsko.

## Historie

### Členové 1936–1937
První Vysoký arabský výbor byl založen v dubnu 1936, krátce po vypuknutí arabského povstání v Palestině. Výbor následně nechal vytvořit své národní výbory v městech a důležitých vesnicích.
Mezi zakládající členy výboru patřili:
- Amín al-Husajní, předseda – člen klanu al-Husajní, Velký muftí Jeruzaléma a předseda Nejvyšší muslimské rady.
- Rághib an-Našášíbí – člen klanu Našášíbí, zakladatel politické Strany národní obrany. Rod Našášíbí byl politicky konkurenční k rodu al-Husajní. Rághib an-Našášíbí po neshodách výbor opustil.
- Džamál al-Husajní – člen klanu al-Husajní, zakladatel politické strany Palestinská arabská strana a člen Nejvyšší muslimské rady.
- Jakub al-Ghusajn – člen politické Strany kongresu mládeže a člen Nejvyšší muslimské rady.
- Abd al-Latíf Saláh – zakladatel politické strany Národní blok.
- Husajn al-Chálidí – zakladatel politické Reformní strany.
- Awní Abd al-Hádí – člen politické Strany nezávislosti.
- Ahmed Hilmi Paša – pokladník výboru.

V květnu 1936 Vysoký arabský výbor podpořil volání po generální stávce, zastavení židovské imigrace do Palestiny, zákaz odprodeje arabské půdy Židům a zřízení národního arabského parlamentu. Později také podporovali odmítnutí placení daní britské správě. Arabská generální stávka trvala od dubna do října 1936.
Britové v reakci na povstání zřídili v listopadu 1936 Peelovu komisi, která měla vyšetřit příčiny povstání. Britové byli překvapeni organizovaností palestinského národního hnutí, které bylo dříve neformálnější. Významné politické strany ve Vysokém arabském výboru dokázaly utvořit jednotnou národní frontu. Ta navíc zahrnovala jak arabské muslimy, tak také arabské křesťany. Vysoký arabský výbor neměl žádnou aktivní politickou opozici. V červenci 1937 Peelova komise dokončila vyšetřovací zprávu a v ní doporučila rozdělení Mandátní Palestiny na dva státy – arabský a židovský.

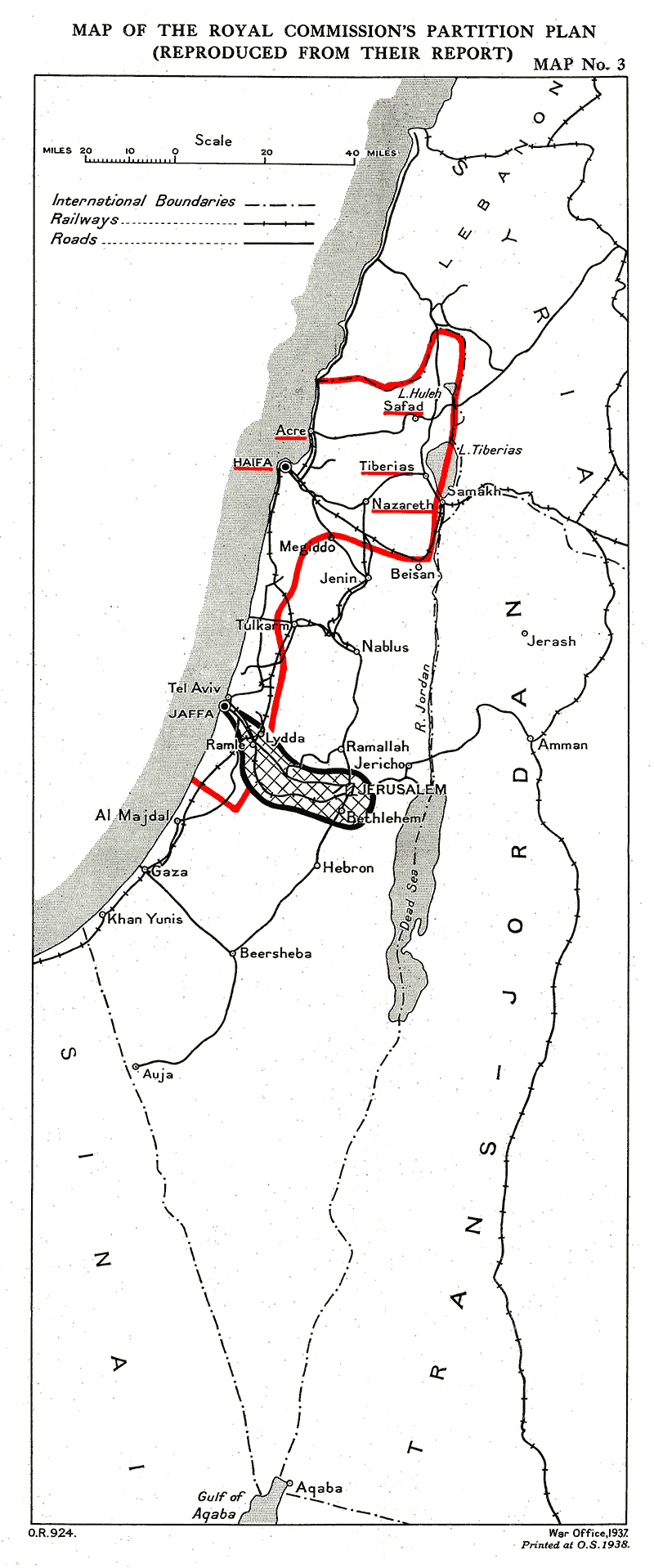
První návrh dvoustátního řešení (tj. rozdělení Palestiny) vytvořený Peelovou komisí v roce 1937

Vysoký arabský výbor i v té době již samostatně stojící Strana národní obrany v roce 1937 odmítly návrh Peelovy komise na rozdělení Palestiny a nadále volaly po vyhlášení vlastní nezávislosti na celém území. Odvolávali se při tom na britský příslib nezávislosti udělený Arabům během první světové války, kdy výměnou povstali proti Osmanské říši. Poté, co Britové zatrhli uspořádání arabské konference v Jeruzalémě, arabští delegáti vyjeli na konferenci v Bludanu v Sýrii, která se odehrála v září 1937. Z Palestiny se jí účastnilo téměř sto delegátů. Zde bylo odmítnuto jak dělení Palestiny, tak případné vyhlášení židovského státu.
Po konferenci v Bludanu povstání v Palestině pokračovalo. Britská správa se v této době zaměřila na vůdce palestinských nacionalistů. Cílila jak na členy rodu al-Husajní, tak na členy rodu Našášíbí. Nicméně nebezpečnost zvyšovala také rostoucí nevraživost mezi Amínem al-Husajním a Rághibem an-Našášíbím. Rághib an-Našášíbí následně uprchl v ohrožení života do Egypta.
Koncem září 1937 byl v Nazaretu zavražděn Lewis Yelland Andrews, britský komisař pro Galileu. Dne 1. října 1937 byl v reakci Vysoký arabský výbor a jeho členské strany britskou správou zakázány. Jakub al-Ghusajn, Husajn al-Chálidí a Ahmed Hilmi Paša byli zatčeni, deportováni a internováni na Seychelách. Džamál al-Husajní uprchl do Sýrie. Awní Abd al-Hádí byl v té době mimo Palestinu a nebyl mu již dovolen návrat. Amín al-Husajní se sice vyhnul zatčení, ale byl odstraněn z vedení Nejvyšší muslimské rady. Následně uprchl do exilu v Libanonu. Strana národní obrany Rághiba an-Našášíbího, která již dříve výbor opustila, mohla nadále fungovat.

### Období druhé světové války
Vysoký arabský výbor byl zakázán v říjnu 1937 a většina jeho členů byla uvězněna nebo se uchýlila do exilu. Nicméně arabské povstání nadále pokračovalo. 
V průběhu roku 1938, s blížící se válkou v Evropě, se Britové snažili arabské povstání ukončit. V únoru a březnu 1939 se konala Londýnská konference o budoucnosti Mandátní Palestiny, na kterou byli přizváni i arabští vůdcové. Nicméně Britové si uvědomili, že pro relevantnost potřebují účast Vysokého arabského výboru. Britský ministr kolonií Malcolm MacDonald ovšem nedoporučoval přizvat Amína al-Husajního. Místo něho byli přizváni arabští vůdcové internovaní na Seychelách. K jejich propuštění došlo v prosinci 1938. Vliv Amína al-Husajního byl však patrný i přes jeho absenci. Arabové ovšem na konferenci například odmítli sedět u stejného jednacího stolu s Židy a jednání tak byla nepříliš úspěšná. V květnu 1939 MacDonald představil svou Bílou knihu, která mj. dočasně výrazně omezila židovskou imigraci do Palestiny. Nicméně tento britský dokument byl odmítnut jak Židy, tak Araby. 
Vůdcům arabského povstání, i přes jejich propuštění, nebyl povolen návrat do Palestiny až do roku 1941. Amín al-Husajní strávil tato léta v Evropě, kde se aktivně scházel s německými nacisty a italskými fašisty a hledal u nich podporu pro svou věc. Amín al-Husajní a Džamál al-Husajní se v roce 1941 podíleli na nacionalistickém pokusu o puč v Iráckém království, které bylo také pod britskou mandátní správou. Převrat vedl Rašíd Alí al-Kajlání s podporou nacistického Německa a fašistické Itálie. Pokus o puč vedl k britské intervenci a k anglo-irácké válce. Během ní byl Džamál al-Husajní zajat Brity a internován v Jižní Rhodesii. V listopadu 1945 mu bylo umožněno přesídlit do Káhiry.

### Obnova Vysokého arabského výboru
Amín al-Husajní se po válce dostal do Egypta, kde setrval až do roku 1959. Následně přesídlil do Libanonu. Do Palestiny se již nevrátil.
V březnu 1945 Liga arabských států obnovila Vysoký arabský výbor. Ten měl dvanáct členů a měl fungovat jako nejvyšší politický orgán palestinských Arabů v Mandátní Palestině. Členské země Ligy arabských států následně tento politický orgán uznaly. K uznání došlo také ze strany britské mandátní správy. Největší vliv ve výboru měla opět Palestinská arabská strana rodu al-Husajní.
V únoru 1946 se z exilu vrátil Džamál al-Husajní a okamžitě se stal předsedou Vysokého arabského výboru. S dominancí rodu al-Husajní ale nesouhlasily některé další politické strany a například Strana nezávislosti účast ve výboru odmítla a spoluzaložila Vysokou arabskou frontu. Liga arabských států na tento rozkol reagovala v květnu 1946 tlakem na zrušení obou těles. Následně byla pod vlivem Ligy arabských států vytvořena nová Vysoká arabská vláda. Ta sídlila v Káhiře. Jejím předsedou byl opět Amín al-Husajní a křeslo místopředsedy získal Džamál al-Husajní. Další členy tvořili Husajn al-Chálidí, Ahmed Hilmi Paša a Emil Ghuri. 
Britové v září 1946 svolali další Londýnskou konferenci o budoucnosti Mandátní Palestiny. Nicméně konferenci bojkotovali jak představitelé palestinských Arabů, tak také představitelé Židů. Britové se následně vzdali mandátu a problém předali OSN.

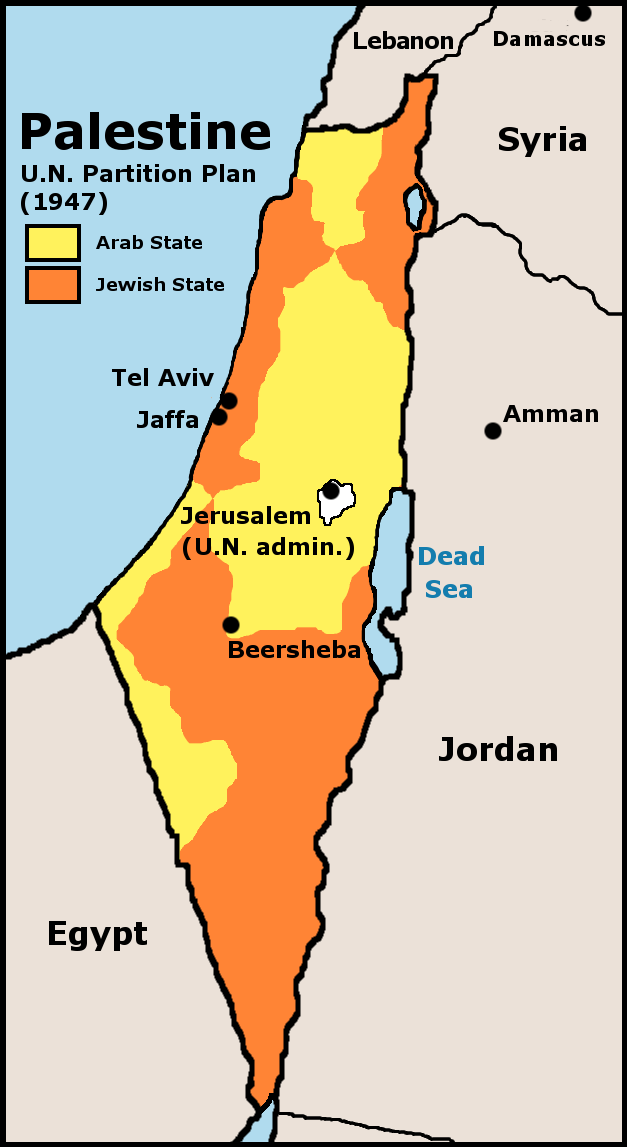
Návrh dvoustátního řešení (tj. rozdělení Palestiny) vytvořený Zvláštní komisí OSN pro Palestinu v roce 1947

V roce 1947 došlo k přejmenování Vysoké arabské rady opět na Vysoký arabský výbor. Došlo k rozšíření členů. V dubnu 1947 Vysoký arabský výbor zopakoval své požadavky OSN. Požadovali: 1) kompletní zastavení židovské imigrace do Palestiny, 2) zastavení prodeje půdy Židům, 3) zrušení britského mandátu a Balfourovy deklarace a 4) uznání arabských práv na půdu a uznání nezávislého palestinského arabského státu, který bude dodržovat práva menšin a demokracii. Současně bojkotovali činnost Zvláštní komise OSN pro Palestinu. V listopadu 1947 ovšem Valné shromáždění OSN hlasovalo pro Plán OSN na rozdělení Palestiny. Proti byly například státy Ligy arabských států. Vysoký arabský výbor rozhodnutí OSN odsoudil a v prosinci 1947 vyhlásil třídenní stávku a protesty.
V dubnu 1948, s blížícím se vypršením mandátu nad Palestinou, Liga arabských států deklarovala cíl obsadit území Palestiny s dlouhodobějším úmyslem zachovat území pod arabskou vládou. Podle jejich výkladu šlo o to, aby „arabské armády zachránily Palestinu“. Obsazení mělo být dočasné. Mandát měl vypršet 15. května 1948. Již den předtím ale Židé vyhlásili nezávislý stát Izrael. Dne 15. května pak do Palestiny vstoupily arabské armády a vypukla první arabsko-izraelská válka.
Po prohrané válce ztratil Vysoký arabský výbor význam. Palestincům zůstala jen území Západního břehu Jordánu (v té době obsazeno Jordánskem, který činnost Vysokého arabského výboru zakázal) a Pásma Gazy (v té době obsazeno Egyptem, který zde zřídil Všepalestinský protektorát s vlastní vládou).